# Association Sportive Universitaire Lyonnaise Volley-ball 2014-2015 (maschile)
Questa voce raccoglie le informazioni riguardanti l'Association Sportive Universitaire Lyonnaise Volley-ball nelle competizioni ufficiali della stagione 2014-2015.

## Organigramma societario
Area direttiva
- Presidente: Krassimir Todorov
- Vicepresidente: André Glaive
- Supervisore generale: Catherine Meunier
- Segreteria generale: Pierre Berjaud, Christiane Housse

Area organizzativa
- Direttore sportivo: Fabrice Chalendar
- Addetto agli arbitri: Gilbert Saussac
- Manager del palasport: Eric Brochand

Area tecnica
- Allenatore: Silvano Prandi
- Allenatore in seconda: Luigi Pezzoli
- Responsabile settore giovanile: Xavier Lachanat

Area marketing
- Responsabile marketing: Martine Sempere

Area sanitaria
- Medico: Joffrey Cohn

## Rosa
| N° | Nome                 | Ruolo | Data di nascita  | Nazionalità sportiva |
| -- | -------------------- | ----- | ---------------- | -------------------- |
| 1  | Javier González      | P     | 21 gennaio 1983  | Cuba                 |
| 4  | Leonardo de Miranda  | S     | 10 marzo 1982    | Brasile              |
| 5  | Quentin Jouffroy     | C     | 5 settembre 1993 | Francia              |
| 6  | Axel Truhtchev       | S     | 29 aprile 1995   | Francia              |
| 7  | Marc McGivern        | C     | 24 febbraio 1983 | Regno Unito          |
| 8  | Adam Simac           | C     | 9 agosto 1983    | Canada               |
| 9  | Martin Jambon        | S     | 10 giugno 1989   | Francia              |
| 10 | Tonntje Van Lankvelt | S     | 1º luglio 1984   | Canada               |
| 11 | Vladimir Nikolov     | S/O   | 3 ottobre 1977   | Bulgaria             |
| 12 | Gérard Osorio        | S     | 29 marzo 1993    | Spagna               |
| 13 | Hugo Caporiondo      | P     | 11 gennaio 1995  | Francia              |
| 16 | Julien Gatineau      | L     | 6 dicembre 1995  | Francia              |
| 17 | Vladislav Ivanov     | L     | 14 marzo 1987    | Bulgaria             |
| 18 | Ryan Utia            | S     | 3 giugno 1994    | Francia              |
| 19 | Kyril Dimitrov       | C     | 11 marzo 1994    | Francia              |
| 20 | Hubert Jeanjean      | P     | 17 marzo 1995    | Francia              |
| -  | Wassim Ben Tara      | S     | 3 agosto 1996    | Tunisia              |